# Pierre-Paul Bonnefond
Pierre-Paul Bonnefond, francoski general, * 1887, † 1947.